# Comune di Nørhald
Il comune di Nørhald, fino al 1º gennaio 2007 è stato un comune danese situato contea di Århus, il comune aveva una popolazione di 8 627 abitanti (2005) e una superficie di 201 km². Capoluogo era la cittadina di Tvede.
Dal 1º gennaio 2007, con l'entrata in vigore della riforma amministrativa, il comune è stato soppresso e accorpato, insieme ai comuni di Purhus e una parte dei territori comunali di Langå, Sønderhald e Mariager al riformato comune di Randers.